# Masdevallia weberbaueri
Espèce
Synonymes
- Alaticaulia weberbaueri (Schltr.) Luer[1]
- Masdevallia moyobambae Königer[1]

Masdevallia weberbaueri est une espèce de plantes à fleurs de la famille des Orchidaceae originaire du Pérou.
Son épithète spécifique rend hommage au botaniste allemand August Weberbauer.